# Deutsche Sprintmeisterschaften 2024
Die 28. Deutschen Sprintmeisterschaften wurden vom 10. bis zum 13. Oktober 2024 auf dem Aasee in Münster ausgetragen.
Wie im Vorjahr wurden in 13 Bootsklassen Medaillen vergeben, davon je sechs bei den Männern und Frauen sowie eine in der Mixed-Klasse. Die Rennen wurden über eine Distanz von 350 Metern ausgetragen.

## Medaillengewinner

### Männer
| Bootsklasse            | Gold | Silber | Bronze |
| ---------------------- | --- | --- | --- |
| Einer                  | Gerrit Schäfer (GTRV Neuwied) | Julius Rommelmann (RRG Mülheim) | Mohamed Taieb (ETuF Essen) |
| Doppelzweier           | Kölner RV von 1877 Christian Förster Ruben Mellin | Stuttgarter RG von 1899 Emil Schmidberger Mathias Mages | RV Waltrop von 1928 Hannes Polarczyk Ben Dreßler |
| Zweier ohne Steuermann | RV Weser Hameln Niklas Hölscher Maximilian Gümpel | Osnabrücker RV Fabian Windhorn Michel Strößner | RV Münster Leonard Bührke Felix Brummel |
| Doppelvierer           | RRG Mülheim Simon Schlott Julius Rommelmann Florian Klar Julius Wagner | Kölner RV von 1877 Simon Mellin Jonas Karthaus Robin Goeritz Christopher Becerra                                                                           | Oldenburger RV Carl Eilers Jonathan Hüsing Lukas Rücken Jakob Daum                                                                                                 |
| Vierer mit Steuermann  | Bessel-Ruder-Club Leon Schandl Jannik Eilers Patrik Schlötel Hannes Weide Pia Luppes (Stf.)                                                                                    | Osnabrücker RV Erik Brinkmann Conrad Felsner Tobias Nave Timo Strunk Jette Staschinski (Stf.)                                                              | RRG Mülheim Philipp Uebachs Dennis Dethmann Robert Wirth Henrik Stoepel Katharina Soldat (Stf.)                                                                    |
| Achter                 | Frankfurter RG Germania Niklas Bieberstein Konstantin Steib Simon Klose Benjamin Landis Maximillian Schultheis Kaan Erkinay Christopher Welsch Cedric Wiemer Emilie Mai (Stf.) | RV Münster von 1882 Ivan Maidachevskyi Sebastian Hopf Daniel Hopf Felix Brummel Hannes Post Vinzent Kuhn Sönke Kruse Leonard Bührke Christina König (Stf.) | RRG Mülheim Julius Wagner Francis Kinda-Olinga Philipp Uebachs Dennis Dethmann Robert Wirth Henrik Stoepel Julius Rommelmann Simon Schlott Katharina Soldat (Stf.) |

### Frauen
| Bootsklasse            | Gold | Silber | Bronze |
| ---------------------- | --- | --- | --- |
| Einer                  | Aurelia-Maxima Janzen (Rostocker RC von 1885) | Charlotte Scholz (RV Dorsten) | Pia Otto (Kölner RV von 1877) |
| Doppelzweier           | Kölner RV von 1877 Annika Steinau Pia Otto | Hanauer RG 1879 Katharina Golüke Amelie Müller | RV Münster von 1882 Julia Tertünte Sara Grauer |
| Zweier ohne Steuerfrau | Kettwiger RG Paula Burbott Lene Mührs | Mainzer Ruder-Verein von 1878 Anne Kistenpfennig Raphaela Werner                                                                                        | RC Potsdam Leni Kötitz Anni Kötitz |
| Doppelvierer           | Mainzer Ruder-Verein von 1878 Anne Kistenpfennig Mareike Stölzner Laura Brenker Marie-Christine Gerhardt                                                            | Kettwiger RG von 1906 Julia Stoeber Lene Mührs Lotte Martin Lea Schneider                                                                               | TV 1877 Essen-Kupferdreh Anne Fischer Julia Mersmann Karolin Mersmann Laura Kampmann |
| Vierer mit Steuerfrau  | Osnabrücker RV Vivien Stoppe Theresa Hülsmann Maren Röwekamp Carla Kunze Lena Beckmann (Stf.)                                                                       | RU Arkona Berlin Scarlett Gelleszun Jessika Fuhr Wiebke Kaufhold Mandy Reppner Lisa Hellmers (Stf.)                                                     | Hannoverscher RC von 1880 Janka Kirstein Hanna Thümler Eeske-Johanna Ubben Stephanie Krohne Julia Triesch (Stf.)                                                                                  |
| Achter                 | RU Arkona Berlin Maren Katharina Herrmann Scarlett Gelleszun Nora Peuser Jessika Fuhr Ella Cosack Louisa Neuland Wiebke Kaufhold Mandy Reppner Lisa Hellmers (Stf.) | Osnabrücker RV Anne Mittenmayer Katharina Stamer Pia Dierker Pia Greiten Vivien Stoppe Theresa Hülsmann Maren Röwekamp Carla Kunze Lena Beckmann (Stf.) | Mainzer Ruder-Verein von 1878 Anne Kistenpfennig Laura Brenker Marie-Christine Gerhardt Anita Kowalski Christina Berchtold Raphaela Werner Ruth Eisenträger Mareike Stölzner Rahela Schaaf (Stf.) |

### Mixed
| Bootsklasse  | Gold                                                                       | Silber                                                                               | Bronze                                                                  |
| ------------ | -------------------------------------------------------------------------- | ------------------------------------------------------------------------------------ | ----------------------------------------------------------------------- |
| Doppelvierer | Kölner RV von 1877 Sabrina Schoeps Christian Förster Ruben Mellin Pia Otto | TV 1877 Essen-Kupferdreh Kira Gerth Nick Schlichting Benedikt Waldheuer Anne Fischer | RU Arkona Berlin Olivia Rennicke Philipp Czerr Artur Inopin Nora Peuser |